# Orden: Caza sin cuartel
Orden: Caza sin cuartel (He Walked by Night) es una película negra estadounidense de 1948 dirigida por Alfred L. Werker y Anthony Mann sin acreditar. La película, filmada en tono semidocumental, se basó libremente en relatos periodísticos de las acciones de la vida real de Erwin "Machine-Gun" Walker, un ex empleado del departamento de policía de Glendale, California y veterano de la Segunda Guerra Mundial, que desató una ola criminal de robos, asaltos a mano armada y tiroteos en el área de Los Ángeles en 1945 y 1946.
Durante la producción de la película, uno de los actores, Jack Webb, entabló amistad con el asesor técnico de la policía, el sargento detective Marty Wynn, y se inspiró en una conversación con Wynn para crear el programa de radio y luego de televisión Dragnet.
La película fue estrenada por Eagle-Lion Films y se destaca por el trabajo de cámara del renombrado cineasta de cine negro John Alton.  Hoy la película es de dominio público .

## Trama
En una calle de Los Ángeles, el oficial Rawlins, un patrullero que regresaba del trabajo a su casa, detiene a un hombre del que sospecha que es un ladrón y recibe un disparo que lo hiere de muerte. Las pistas menores no llevan a ninguna parte. Dos detectives de la policía, los sargentos Marty Brennan (Scott Brady) y Chuck Jones (James Cardwell), son asignados para atrapar al asesino, Roy Morgan (Richard Basehart) es un hombre misterioso e ingenioso sin pasado criminal conocido, que se esconde en un bungalow de Hollywood y escucha las llamadas de la policía en su radio personalizada para intentar evitar su captura. Su única relación es con su perro.
Roy consigna equipos electrónicos robados a Paul Reeves (Whit Bissell) y, en su quinta venta, casi lo atrapan cuando aparece en su propiedad para cobrar. Reeves le dice a la policía que el sospechoso es un hombre misterioso llamado Roy Martin. El caso cruza el camino de Brennan y Jones, quienes vigilan la oficina de Reeves para arrestar e interrogar a Roy. Roy, sin embargo, sospecha que le han puesto una trampa y, en un breve tiroteo, dispara y paraliza a Jones. Jones hiere también a Roy, quien se opera a sí mismo para quitarse la bala y evitar ir a un hospital, donde se informaría a la policía del caso. Con su conocimiento de los procedimientos policiales, Roy cambia su modus operandi y se convierte en un ladrón a mano armada. Durante un robo, dispara su pistola semiautomática y la policía recupera el casquillo expulsado. Lee ( Jack Webb), un especialista forense, compara las marcas de expulsión en el casquillo con las recuperadas en el asesinato del oficial Rawlins y las heridas de Jones, conectando los tres tiroteos con un solo sospechoso.
El Capitán Breen (Roy Roberts) usa esa información para reunir a todos los testigos de los robos, que ayudan a Lee a construir un retrato compuesto del asesino. Reeves luego identifica a Roy sobre la base de la foto. Roy se esconde en el auto de Reeves e intenta intimidarlo para que revele detalles de la investigación policial. Apenas logra eludir la vigilancia de la casa de Reeves. Debido a que la policía no se da cuenta de que Roy tiene conocimiento interno de su trabajo, el caso no puede ser resuelto. Breen saca a Brennan del caso en un intento de sacudirlo. Jones convence a su socio de que deje de ver el caso personalmente y use la cabeza. El seguimiento laborioso y metódico de Brennan, que usa la fotografía compuesta, da como resultado información de que Roy, cuyo nombre real es Roy Morgan, trabajó para un departamento de policía local como técnico de radio civil antes de ser reclutado por el ejército. Brennan lo rastrea a través de los carteros de la oficina de correos y se disfraza de lechero para ver de cerca a Morgan y su apartamento.
La policía rodea e inspecciona el apartamento esa noche, pero Morgan, alertado por los ladridos de su perro, huye por el ático y utiliza el sistema de túneles de drenaje pluvial de Los Ángeles como medio de escape. La película continúa con una redada y persecución a través de los túneles. Roy finalmente es acorralado en un pasaje cuando su salida está bloqueada por la rueda de un coche de policía encima de una tapa de alcantarilla. Cuando el gas lacrimógeno de la policía afecta a Roy, se tambalea y les dispara por última vez, siendo herido de muerte por los agentes.
La escena final es notable por su parecido con la escena final de El tercer hombre en la que el personaje de Orson Welles es perseguido por las alcantarillas de Viena. No se ha establecido ninguna conexión conocida entre las películas. Orden: Caza sin cuartel, que se mostró por primera vez en los EE. UU. en noviembre de 1948, es anterior a El tercer hombre en aproximadamente un año.

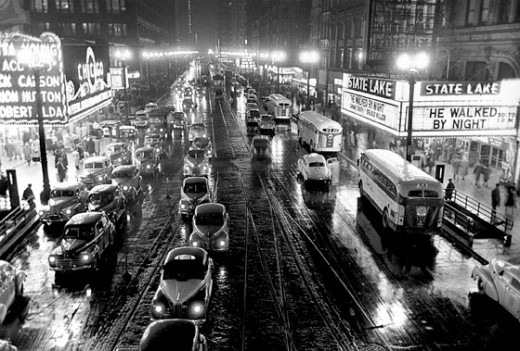
La película que se muestra en un teatro de Chicago.

## Elenco
- Richard Basehart como Roy Martin/Roy Morgan
- Scott Brady como el sargento. marty brenan
- Roy Roberts como Capitán Breen
- Whit Bissell como Paul Reeves, comerciante de productos electrónicos
- James Cardwell como el sargento. Chuck jones
- Jack Webb como Lee Whitey
- Byron Foulger como Freddie (sin acreditar)
- John Dehner como subdirector de la oficina (sin acreditar)
- Kenneth Tobey como detective (sin acreditar)
- John McGuire como el oficial Robert Rawlins (sin acreditar)
- Reed Hadley como narrador
- Dorothy Adams como ama de casa paranoica (sin acreditar)

## Producción
La película, dirigida por Alfred L. Werker con un guion de Crane Wilbur, John C. Higgins y, para algunos diálogos adicionales, de Harry Essex y una historia de Crane Wilbur, fue producida por Bryan Foy y Robert Kane  a través de Bryan. Foy Productions  y rodada en California desde finales de abril hasta finales de mayo de 1948.

## Recepción

### Crítica
La revista Variety le dio a la película una crítica positiva:
Orden: Caza sin cuartel es un thriller policiaco de alta tensión, sobrecargado de violencia, pero con finura. Los principales créditos por el efecto de esta película son compartidos por igual por varios guionistas, el director Alfred Werker y un pequeño pero magnífico elenco encabezado por Richard Basehart. . . Comenzando a gran velocidad, la película aumenta su impulso hasta que la tensión acumulada estalla en un poderoso clímax donde el crimen no paga. Los efectos sorprendentes se logran a través del contrapunto del ingenio del asesino para eludir a la policía y la eficiencia de la policía para apresarlo. El punto culminante de la película es la secuencia final que tiene lugar en el sistema de túneles de drenaje pluvial de Los Ángeles, donde el asesino intenta escapar. Con este papel, Basehart se consolida como uno de los hallazgos más talentosos de Hollywood en los últimos años. Él eclipsa en gran medida al resto del elenco, aunque Scott Brady, Roy Roberts y Jim Cardwell, como detectives, cumplen con gran competencia. La película también está marcada por un trabajo de cámara realista y una partitura sólida.
Dennis Schwartz comentó que "Se desarrolla una historia absorbente, si bien los personajes carecen de profundidad y no es tan imaginativa. Sin embargo, siempre es tensa, presentada con estilo, llena de lo último en tecnología (la pantalla técnica de Basehart casi coincide con la del departamento de policía) e influyó en una ola de thrillers criminales tanto en cine como en televisión. Incluyó la constante narración aleccionadora de Reed Hadley, que fue copiada por Dragnet (incluso hasta el punto de anunciar de la misma manera que la película que "solo se han cambiado los nombres").
El crítico Matthias Merkelbach elogió la técnica pero criticó el contenido y la caracterización de los personajes: "Un film noir, filmado por el director de fotografía John Alton en una grandiosa arquitectura en blanco y negro, cuya eficacia se sobreestima en muchos foros de cine negro debido a su maestría estilística [...] transmite un mensaje ultraconservador muy acorde con la época [...] Sólo Richard Basehart como un psicópata helado, cuya actitud se relaciona con Alan Ladd en El cuervo (EE. UU. 1942), logra un retrato creíble en Orden: Caza sin cuartel, que hace que las calcomanías de sus muy respetables y honestos perseguidores al servicio de la policía parezcan ridículas. Por lo demás, la película desarrolla su juego del gato y el ratón de una manera predecible: un trabajo rutinario de la película policiaca, que debe su carácter de cine negro exclusivamente a John Alton y, en parte, a Richard Basehart.

### Premios
- Festival Internacional de Cine de Locarno : Premio Especial, Mejor Película Policial, Alfred L. Werker; 1949.